# Vista Gaúcha
Vista Gaúcha là một đô thị thuộc bang Rio Grande do Sul, Brasil. Đô thị này có diện tích 88,719 km², dân số năm 2007 là 2713 người, mật độ 30,58 người/km².